# Sauriurae
Sauriurae is een oude naam voor een basale tak van de klasse van de vogels.
In 1866 stelde Ernst Haeckel de, foutgespelde, naam 'Saururae' voor om Archaeopteryx een plaats te geven. 'Sauriurae' betekent "reptielstaarten" en deze stelde Haeckel dan tegenover alle andere toen bekende vogels: de Ornithurae, de 'vogelstaarten'.
In 1983 stelde Martin voor de naam te gebruiken voor de groep die zowel de Archaeornithes waaronder Archaeopteryx omvatte als de Enantiornithes. Zo'n groep zou echter parafyletisch zijn omdat de Enantiornithes nauwer verwant zijn aan de Neornithes dan aan Archaeopteryx. Dergelijke groepen worden in de moderne paleontologie algemeen verworpen.
Een kladistische definitie van de naam is nooit gegeven. Het concept wordt tegenwoordig alleen toegepast door de BAND, de kleine groep die niet gelooft dat vogels dinosauriërs zijn, in een vage en veranderlijke betekenis, en verder komt het woord nog wel voor in populair-wetenschappelijke boeken die zich op verouderde naslagwerken baseren.